# Scissor Seven
Scissor Seven (xinès simplificat: 刺客伍六七, pinyin: Cìkè Wǔ Liùqī, literalment 'Assassí cinc, sis i set', també conegut com Killer 7 a la Xina) és una sèrie d'animació xinesa en streaming, dirigida per He Xiaofeng, i emesa per Bilibili, entre d'altres plataformes. Va rebre el nom Scissor Seven per a la seua emissió per Netflix.
L'any 2018, la sèrie és nominada al Festival internacional del film d'animació de Annecy, esdevenint la primera producció xinesa en ser nominada a la categoria de producció per a sèrie de televisió. Això va provocar l'atenció de Netflix, que obtindria els drets per a l'emissió a la resta del món amb un canvi de nom.

## Sinopsi
El Wu Liuqi, maldestre i arruïnat, falla un curs intensiu d'assassinat professional i obre una barberia com a tapadora. Aleshores decideix convertir-se en un assassí i es veu atrapat en una lluita pel poder entre dos faccions rivals, mentre intenta recuperar els seus records perduts.